# Borodino (couraçado)
O Borodino (Бородино) foi um couraçado pré-dreadnought operado pela Marinha Imperial Russa e a primeira embarcação da Classe Borodino, seguido pelo Imperator Alexandr III, Oryol, Kniaz Suvorov e Slava. Sua construção começou em maio de 1900 no Novo Estaleiro do Almirantado em São Petersburgo e foi lançado ao mar em setembro do ano seguinte, sendo comissionado na frota russa em agosto de 1904. Era armado com uma bateria principal composta por quatro canhões de 305 milímetros montados em duas torres de artilharia duplas, possuía um deslocamento de mais de catorze mil toneladas e alcançava uma velocidade máxima de dezoito nós (33 quilômetros por hora).
O projeto do Borodino foi inspirado no Tsesarevich e ele foi completado alguns meses depois do início da Guerra Russo-Japonesa em fevereiro de 1904. Foi imediatamente designado para integrar a recém-formada Segunda Esquadra do Pacífico e enviado pouco tempo depois para o Extremo Oriente com o objetivo de quebrar o bloqueio japonês de Porto Artur. Este foi tomado antes da chegada da esquadra e assim seu destino foi mudado para Vladivostok. Entretanto, os russos foram interceptados no meio do caminho por uma frota japonesa e o Borodino foi afundado por uma explosão de um dos seus depósitos de munição durante a resultante Batalha de Tsushima em 27 de maio de 1905.

## Características

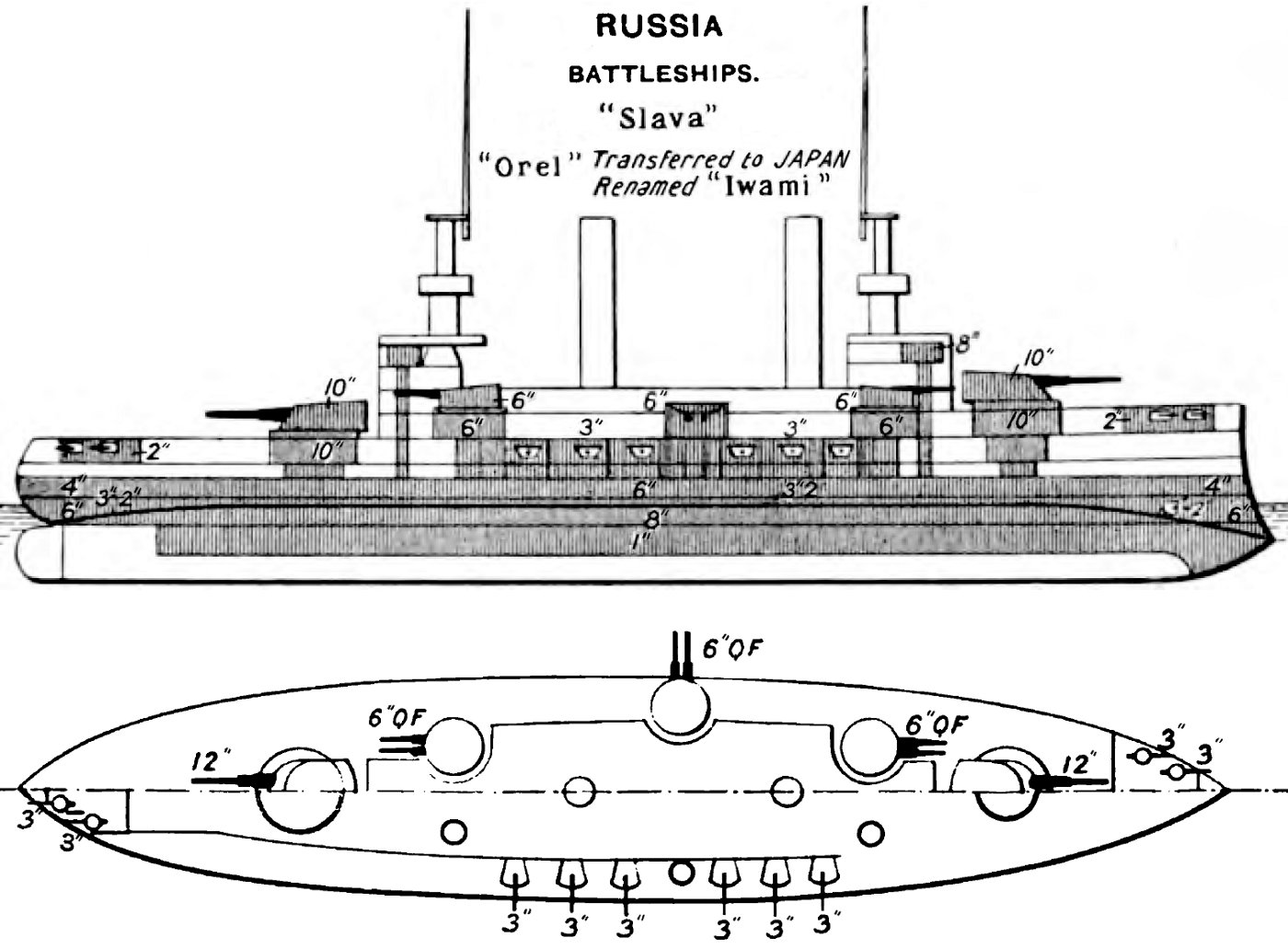
Desenho da Classe Borodino

A Classe Borodino foi baseada no projeto do predecessor Tsesarevich, que tinha sido construído na França, mas modificados para se adequarem aos equipamentos e práticas russas. Foram construídos sob o programa de construção naval de 1898 "para a necessidade do Extremo Oriente" com o objetivo de concentrar dez couraçados no Oceano Pacífico.
O Borodino tinha 121,1 metros de comprimento de fora a fora, uma boca de 23,2 metros e um calado de 8,9 metros. Seu deslocamento normal era de 14 317 toneladas, aproximadamente quinhentas toneladas a mais do que seu deslocamento projetado de 13 733 toneladas. Seu sistema de propulsão era composto por vinte caldeiras a carvão Belleville que alimentavam dois motores verticais de tripla-expansão, cada um girando uma hélice. Tinha uma potência indicada de 16,5 mil cavalos-vapor (12,2 mil quilowatts) para uma velocidade máxima de dezoito nós (33 quilômetros por hora), mas durante seus testes marítimos só conseguiu alcançar 16,2 nós (trinta quilômetros por hora) a partir de 15 223 cavalos-vapor (11 194 quilowatts). Carregava carvão suficiente para uma autonomia de 2 590 milhas náuticas (4,8 mil quilômetros) a dez nós (dezenove quilômetros por hora). Sua tripulação foi planejada para ser composta por 28 oficiais e 754 marinheiros, mas em serviço normalmente tinha entre 826 e 846 tripulantes a bordo.
O armamento principal tinha quatro canhões Padrão 1895 calibre 40 de 305 milímetros montados em duas torres de artilharia duplas, uma à vante e outra à ré da superestrutura. O armamento secundário tinha doze canhões Padrão 1892 montados em seis torres de artilharia duplas no convés superior. A defesa contra barcos torpedeiros era proporcionada por vinte canhões Padrão 1892 calibre 50 de 75 milímetros em casamatas nas laterais do casco e vinte canhões Hotchkiss de 47 milímetros na superestrutura. Também haviam quatro tubos de torpedo de 381 milímetros, um na proa, um na popa e um em cada lateral. O cinturão de blindagem tinha 145 a 194 milímetros de espessura. A blindagem das torres de artilharia tinha uma espessura máxima de 254 milímetros, enquanto o convés tinha entre 25 a 51 milímetros. O convés blindado inferior de 38 milímetros se curvava para baixo e formava uma antepara antitorpedo.

## História

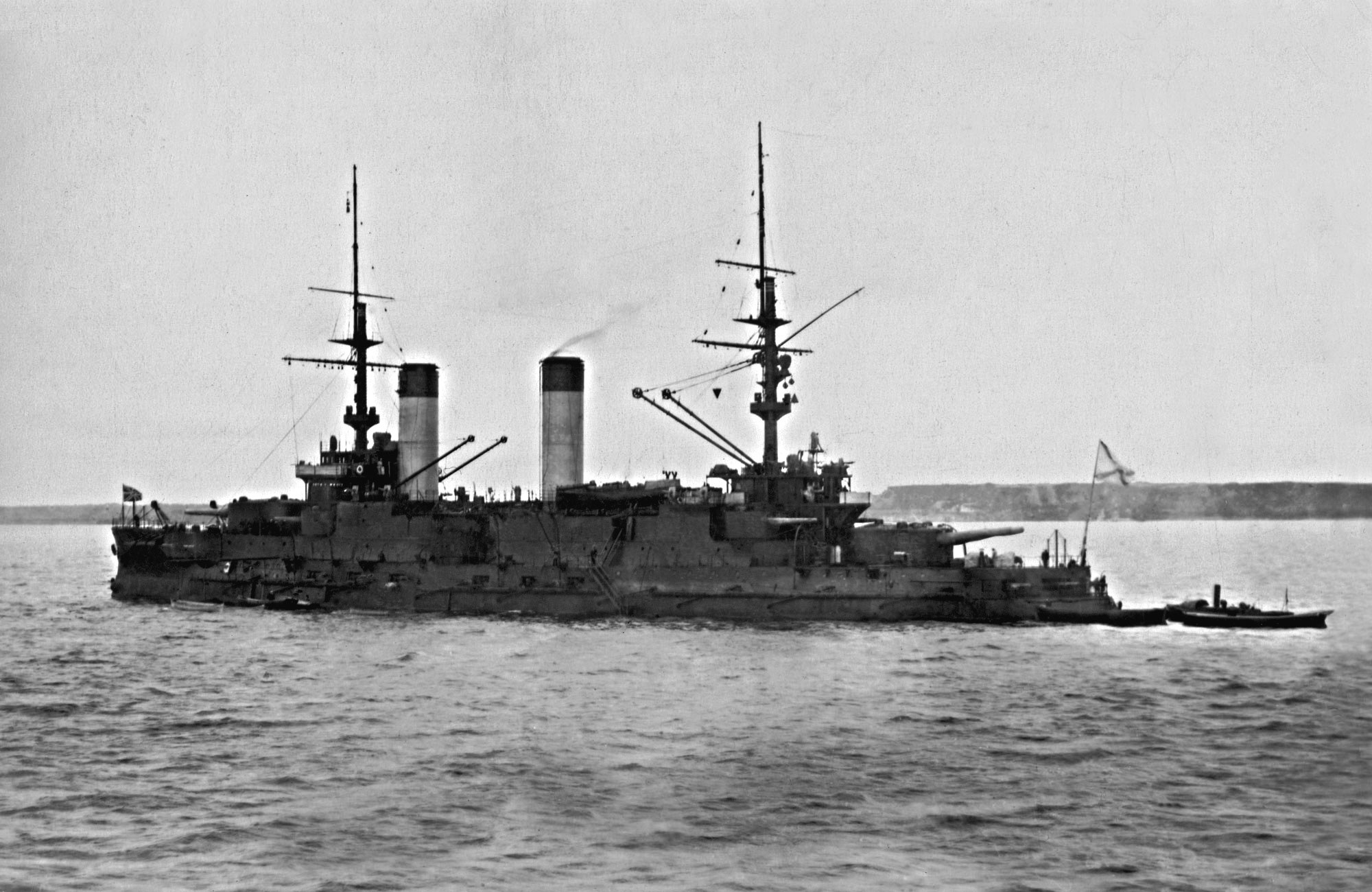
O Borodino em Kronstadt em 1904

Foi nomeado em homenagem à Batalha de Borodino de 1812. Sua construção começou em 26 de maio de 1899 no Novo Estaleiro do Almirantado em São Petersburgo. Seu batimento de quilha ocorreu em 23 de maio de 1900 na presença do imperador Nicolau II e foi lançado ao mar em 8 de setembro de 1901. Foi finalizado em agosto de 1904, tendo custado 14 573 000 de rublos.
A Guerra Russo-Japonesa começou no Pacífico em janeiro de 1904, assim o Borodino partiu de Libau em 15 de outubro de 1904 com destino a Porto Artur junto com os outros navios da Segunda Esquadra do Pacífico, sob o comando do vice-almirante Zinovi Rozhestvenski. Eles seguiram ao redor do litoral da África e chegaram em 9 de janeiro de 1905 na ilha Nosy Be, ao noroeste de Madagascar, onde permaneceram pelos dois meses seguintes enquanto Rozhestvenski finalizava acordos de reabastecimento. Dois tripulantes do couraçado morreram devido ao calor em 30 de dezembro. A esquadra descobriu neste período que Porto Artur tinha sido capturada pelos japoneses, assim o destino final foi alterado para Vladivostok, o único porto russo restante no Pacífico. Partiram em 16 de março para a Baía de Cam Ranh na Indochina Francesa e chegaram no local quase um mês depois, esperando pela chegada dos obsoletos navios da Terceira Esquadra do Pacífico. Esta chegou em 9 de maio e toda a força partiu no dia 14. É provável que o Borodino e seus irmãos tenham partido com um sobrepeso de aproximadamente 1,7 mil toneladas de carvão e outros suprimentos, com tudo tendo sido armazenado acima da linha de flutuação e consequentemente reduzido suas estabilidades. O peso extra também submergiu o cinturão de blindagem e deixou apenas 1,4 metros do cinturão superior acima da linha de flutuação.
Rozhestvenski decidiu seguir pela rota mais direta até Vladivostok através do Estreito de Tsushima, mas foi interceptado em 27 de maio pela Frota Combinada japonesa sob o comando do almirante Tōgō Heihachirō, levando à Batalha de Tsushima. O Borodino era o terceiro navio da linha de batalha russa, à ré da capitânia Kniaz Suvorov e do Imperator Aleksandr III, e à vante do Oryol. Pouco se sabe sobre as ações do navio durante a batalha porque houve apenas um sobrevivente e a visibilidade foi ruim na maior parte do tempo, porém o capitão William Pakenham, o observador militar da Marinha Real Britânica a bordo do couraçado japonês Asahi, comentou que o Borodino foi alvejado seriamente por volta das 14h30min, por volta de 25 minutos depois dos russos terem começado a disparar. O Borodino brevemente saiu de formação depois de ser atingido, mas aparentemente voltou para seu lugar até às 14h50min. Nesta altura estava com um incêndio sério na parte central da sua superestrutura.
O Kniaz Suvorov foi atingido várias vezes no começo da batalha, deixando Rozhestvenski ferido e travando seu leme, o que fez o navio sair de formação. O capitão de 1ª patente Petr Serebrennikov, o oficial comandante do Borodino, nesta altura o real comandante da esquadra, virou para o sul e levou os russos para longe por volta das 16h00min. Cruzadores japoneses se aproximaram por volta das 17h05min, assim os russos viraram para o norte a fim de evitá-los, mas acabaram reencontrando os couraçados japoneses uma hora depois. Estes concentraram seus disparos no Borodino e Imperator Aleksandr III, ambos já com adernamentos de acertos anteriores. Pakenham observou um acerto no Borodino às 18h57min, enquanto observadores a bordo da capitânia Mikasa observaram às 19h04min que o couraçado russo estava em chamas. Pakenham observou às 19h18min mais dois acertos de projéteis disparados pelo Shikishima e que iniciaram um enorme incêndio. Tōgō ordenou dez minutos depois que seus navios cessassem fogo e recuassem, mas o Fuji já estava com seus canhões carregados e disparou antes de virar para ir embora. Um projétil acertou o Borodino abaixo de sua torre de artilharia secundária de vante de estibordo, incendiando a munição dentro da torre. O fogo se espalhou rapidamente e causou uma enorme detonação do depósito de munição de 152 milímetros. Outros depósitos de munição foram detonando em seguida e abriram um buraco no casco, com o Borodino emborcando e afundando rapidamente. De uma tripulação de 855 homens, houve apenas um sobrevivente, o marinheiro de 1ª patente Semion Iushin, que sobreviveu na água por doze horas até finalmente ser resgatado.